# Provincia Mańǵystaý
Mańǵystaý este o provincie a Kazahstanului. Ea se întinde pe suprafața de 165,600 km², are o populație de 373,400 locuitori cu o densitate de 2 loc./km². Kazahii alcătuiesc 80% din populație.
Provincia este aproape de Marea Caspică, ea se învecinează cu Uzbekistan, Turkmenistan, ca și cu provinciile kazahe Aktobe și Atyrau. Provincia include peninsula Mangîșlak. Cuprinde mai mult de jumătate din țărmul Kazahstanului la Marea Caspică. Este o provincie bogată in petrol.